# Días (llibre)
Días ("Dies") és el títol del segon llibre d'Iñaki de Juana Chaos, ex-pres polític d'ETA. L'obra recull, a través de breus escrits, la seva llarga experiència a les presons espanyoles. En ell s'exposen, a manera de recull, les dures condicions a la que viu sotmès en els diferents centres penitenciaris on és reclòs. Alguns dels episodis aborden amb tota mena de detalls el patiments infligit per tortures. Se l'ha acusat d'incitar a la violència amb proclames perquè el jovent reculli el testimoni de lluita dels revolucionaris bascos.
L'any 2007, l'Associació de Víctimes del Terrorisme (AVT) sol·licità a la secció tercera de la sala penal de l'Audiència Nacional espanyola que els beneficis derivats dels drets d'autor que fins al moment hagués obtingut l'autor fossin per sufragar la indemnització a la que fou condemnat per l'atemptat en el qual va morir un guàrdia civil el 9 de setembre de 1985. Segons els càlculs recollits a la memòria que el director de l'editorial va fer arribar als jutjats, De Juana va guanyar per la publicació d'aquesta obra en castellà uns 333,56 euros, a conseqüència de la venda de 538 exemplars a 10,81 euros cada un i, per la versió en llengua basca, Egunak, uns 26,46 euros, sent un total a liquidar 360,02 euros. En el moment que el jutjat dictà l'ordre, s'havien venut 4.787 dels 5.163 exemplars editats en castellà i 718 dels 1.014 en basc.